# 좌보
좌보(左輔)는 삼국 시대의 고구려와 백제에서 병마(兵馬)를 맡아 보던 벼슬의 명칭이다.

## 고구려
고구려에서 좌보라는 벼슬은 대보(大輔), 우보(左輔)와 함께 고구려 초기 최고위 관직의 하나였다. 166년(신대왕 2)에 국상(國相)으로 명칭이 바뀌었다.

## 백제
백제에서 좌보라는 벼슬은 백제 초기의 최고위 관직의 하나이다. 고이왕 27년 260년에 육좌평 제도가 도입되면서 폐지되었다.

## 같이 보기
- 우보 (관직)